# Bendejun
Bendejun – miejscowość i gmina we Francji, w regionie Prowansja-Alpy-Lazurowe Wybrzeże, w departamencie Alpy Nadmorskie.
Według danych na rok 1990 gminę zamieszkiwały 763 osoby, a gęstość zaludnienia wynosiła 120 osób/km² (wśród 963 gmin regionu Prowansja-Alpy-W. Lazurowe Bendejun plasuje się na 423. miejscu pod względem liczby ludności, natomiast pod względem powierzchni na miejscu 779.).